# Slowakische U18-Eishockeynationalmannschaft
Die slowakische U18-Eishockeynationalmannschaft vertritt den Eishockeyverband der Slowakei im Eishockey in der U18-Junioren-Leistungsstufe bei internationalen Wettbewerben. Größter Erfolg der Mannschaft war die Silbermedaille bei der Eishockey-Weltmeisterschaft der U18-Junioren 2003.
Seit 2013 nimmt die Mannschaft zudem am Spielbetrieb der Slovenská hokejová liga, der zweithöchsten slowakischen Spielklasse teil.

## Platzierungen

### Europameisterschaften
- 1993: 18. Platz (2. C-Gruppe)
- 1994: 17. Platz (1. C-Gruppe)
- 1995: 9. Platz (1. B-Gruppe)
- 1996: 7. Platz
- 1997: 6. Platz
- 1998: 6. Platz

### Weltmeisterschaften
- 1999: 9. Platz
- 1999: 3. Platz
- 2000: 5. Platz
- 2001: 8. Platz
- 2002: 8. Platz
- 2003: 2. Platz
- 2004: 6. Platz
- 2005: 6. Platz
- 2006: 7. Platz
- 2007: 5. Platz
- 2008: 7. Platz
- 2009: 7. Platz
- 2010: 8. Platz
- 2011: 10. Platz
- 2012: 11. Platz (1. Division IA)
- 2013: 9. Platz
- 2014: 8. Platz
- 2015: 7. Platz
- 2016: 5. Platz
- 2017: 6. Platz
- 2018: 7. Platz
- 2019: 10. Platz